# Якоб Маркстрем
Якоб Маркстрем (швед. Jacob Markström; нар. 31 січня 1990, Євле) — шведський хокеїст, воротар клубу НХЛ «Нью-Джерсі Девілс». Гравець збірної команди Швеції.

## Ігрова кар'єра
Хокейну кар'єру розпочав на батьківщині 2006 року виступами за команду «Брюнес». 12 травня 2008 уклав дворічний контракт з клубом.
2008 року був обраний на драфті НХЛ під 31-м загальним номером командою «Флорида Пантерс». 1 червня 2010 року було оголошено що сторони погодились на умови контракту. 23 січня 2011 Якоб дебютує в складі «пантер» в матчі проти «Нью-Джерсі Девілс», правда ця гра стала єдиною в НХЛ сезону 2010/11 надалі він виступав за фарм-клуб «Рочестер Американс». Наступні три сезони він проводить як в складі «пантер» так і фарм-клубу «Сан-Антоніо Ремпедж».
У березні 2014 його разом ще з одним гравцем «Флориди» обмінюють на гравців «Ванкувер Канакс». В перші три сезони він лише третій воротар клубу тому змушений захищати кольори «Ютіка Кометс». 
29 червня 2015 укладає новий контракт з «Ванкувером». 7 липня 2016 сторони підписують трирічний контракт.
5 грудня 2017 Маркстрем вперше проводить гру на нуль в матчі проти «Кароліна Гаррікейнс».

## На рівні збірних
У складі юніорської збірної Швеція провів шість матчів.
У складі молодіжної збірної Швеція став срібним та бронзовим призером чемпіонату світу.
З 2010 року захищає кольори національної збірної Швеції в складі якої став бронзовим призером чемпіонату світу 2010, чемпіоном світу 2013 та здобув бронзу на Кубку світу 2016.

## Нагороди та досягнення
- Найкращий воротар молодіжного чемпіонату світу — 2009.

## Статистика

### Клубні виступи
| Сезон              | Клуб                  | Ліга               | Регулярний сезон | Регулярний сезон | Регулярний сезон | Регулярний сезон | Регулярний сезон | Регулярний сезон | Регулярний сезон | Регулярний сезон | Регулярний сезон | Плей-оф | Плей-оф | Плей-оф | Плей-оф | Плей-оф | Плей-оф | Плей-оф | Плей-оф |
| Сезон              | Клуб                  | Ліга               | І                | В                | П                | Н/OT             | Хв               | ПГ               | ІБГ              | ПГГ              | %ВК              | І       | В       | П       | Хв      | ПГ      | ІБГ     | ПГA     | %ВК     |
| ------------------ | --------------------- | ------------------ | ---------------- | ---------------- | ---------------- | ---------------- | ---------------- | ---------------- | ---------------- | ---------------- | ---------------- | ------- | ------- | ------- | ------- | ------- | ------- | ------- | ------- |
| 2006–07            | «Брюнес»              | J20                | 1                | —                | —                | —                | 65               | 3                | 0                | 2.77             | —                | 1       | —       | —       | 25      | 4       | 0       | 9.76    | —       |
| 2007–08            | «Брюнес»              | J20                | 22               | —                | —                | —                | 1320             | 44               | 2                | 2.00             | —                | —       | —       | —       | —       | —       | —       | —       | —       |
| 2007–08            | «Брюнес»              | Елітсерія          | 7                | —                | —                | —                | 423              | 22               | 0                | 3.12             | .888             | —       | —       | —       | —       | —       | —       | —       | —       |
| 2008–09            | «Брюнес»              | Елітсерія          | 35               | —                | —                | —                | 1992             | 79               | 3                | 2.38             | .917             | 1       | 0       | 1       | 59      | 2       | 0       | 2.02    | .923    |
| 2009–10            | «Брюнес»              | Елітсерія          | 43               | —                | —                | —                | 2542             | 85               | 5                | 2.01             | .927             | 4       | 1       | 3       | 224     | 12      | 0       | 3.21    | .903    |
| 2010–11            | «Рочестер Американс»  | АХЛ                | 37               | 16               | 20               | 1                | 2174             | 108              | 1                | 2.98             | .907             | —       | —       | —       | —       | —       | —       | —       | —       |
| 2010–11            | «Флорида Пантерс»     | НХЛ                | 1                | 0                | 1                | 0                | 40               | 2                | 0                | 3.00             | .857             | —       | —       | —       | —       | —       | —       | —       | —       |
| 2011–12            | «Сан-Антоніо Ремпедж» | АХЛ                | 32               | 17               | 12               | 1                | 1839             | 71               | 1                | 2.32             | .927             | 8       | 4       | 4       | 546     | 26      | 0       | 2.85    | .907    |
| 2011–12            | «Флорида Пантерс»     | НХЛ                | 7                | 2                | 4                | 1                | 383              | 17               | 0                | 2.66             | .923             | —       | —       | —       | —       | —       | —       | —       | —       |
| 2012–13            | «Сан-Антоніо Ремпедж» | АХЛ                | 33               | 16               | 15               | 2                | 1972             | 87               | 3                | 2.65             | .920             | —       | —       | —       | —       | —       | —       | —       | —       |
| 2012–13            | «Флорида Пантерс»     | НХЛ                | 23               | 8                | 14               | 1                | 1266             | 68               | 0                | 3.22             | .901             | —       | —       | —       | —       | —       | —       | —       | —       |
| 2013–14            | «Флорида Пантерс»     | НХЛ                | 12               | 1                | 6                | 3                | 614              | 36               | 0                | 3.52             | .874             | —       | —       | —       | —       | —       | —       | —       | —       |
| 2013–14            | «Сан-Антоніо Ремпедж» | АХЛ                | 29               | 12               | 11               | 3                | 1688             | 72               | 2                | 2.56             | .918             | —       | —       | —       | —       | —       | —       | —       | —       |
| 2013–14            | «Ванкувер Канакс»     | НХЛ                | 4                | 1                | 2                | 0                | 200              | 10               | 0                | 3.00             | .868             | —       | —       | —       | —       | —       | —       | —       | —       |
| 2014–15            | «Ютіка Кометс»        | АХЛ                | 32               | 22               | 7                | 2                | 1880             | 59               | 5                | 1.88             | .934             | 23      | 12      | 11      | 1450    | 51      | 2       | 2.11    | .925    |
| 2014–15            | «Ванкувер Канакс»     | НХЛ                | 3                | 1                | 1                | 0                | 78               | 4                | 0                | 3.08             | .879             | —       | —       | —       | —       | —       | —       | —       | —       |
| 2015–16            | «Ванкувер Канакс»     | НХЛ                | 33               | 13               | 14               | 4                | 1848             | 84               | 0                | 2.73             | .915             | —       | —       | —       | —       | —       | —       | —       | —       |
| 2015–16            | «Ютіка Кометс»        | АХЛ                | 2                | 1                | 0                | 1                | 125              | 5                | 0                | 2.40             | .909             | —       | —       | —       | —       | —       | —       | —       | —       |
| 2016–17            | «Ванкувер Канакс»     | НХЛ                | 26               | 10               | 11               | 3                | 1417             | 62               | 0                | 2.63             | .910             | —       | —       | —       | —       | —       | —       | —       | —       |
| 2017–18            | «Ванкувер Канакс»     | НХЛ                | 60               | 23               | 26               | 7                | 3414             | 154              | 2                | 2.71             | .912             | —       | —       | —       | —       | —       | —       | —       | —       |
| 2018–19            | «Ванкувер Канакс»     | НХЛ                | 60               | 28               | 23               | 9                | 1730             | 166              | 1                | 2.77             | .912             | —       | —       | —       | —       | —       | —       | —       | —       |
| 2019–20            | «Ванкувер Канакс»     | НХЛ                | 43               | 23               | 16               | 4                | 2552             | 117              | 2                | 2.75             | .918             | 14      | 8       | 6       | 841     | 40      | 1       | 2.85    | .919    |
| 2020–21            | «Калгарі Флеймс»      | НХЛ                | 43               | 22               | 19               | 2                | 2488             | 111              | 3                | 2.68             | .904             | —       | —       | —       | —       | —       | —       | —       | —       |
| 2021–22            | «Калгарі Флеймс»      | НХЛ                | 63               | 37               | 15               | 9                | 3696             | 137              | 9                | 2.22             | .922             | 12      | 5       | 7       | 712     | 35      | 1       | 2.95    | .901    |
| 2022–23            | «Калгарі Флеймс»      | НХЛ                | 59               | 23               | 21               | 12               | 3411             | 166              | 1                | 2.92             | .892             | —       | —       | —       | —       | —       | —       | —       | —       |
| 2023–24            | «Калгарі Флеймс»      | НХЛ                | 48               | 23               | 23               | 2                | 2831             | 131              | 2                | 2.78             | .905             | —       | —       | —       | —       | —       | —       | —       | —       |
| Усього в Елітсерії | Усього в Елітсерії    | Усього в Елітсерії | 85               | 36               | 29               | 16               | 4,957            | 186              | 8                | 2.51             | .912             | 5       | 1       | 4       | 283     | 14      | 0       | 2.62    | .916    |
| Усього в НХЛ       | Усього в НХЛ          | Усього в НХЛ       | 485              | 215              | 196              | 57               | 27,834           | 1,265            | 20               | 2.73             | .909             | 26      | 13      | 13      | 1,553   | 75      | 2       | 2.90    | .911    |

### Збірна
| Рік                | Команда            | Турнір             | Місце              | І  | В  | П | Н | Хв  | ПГ | ІБГ | ПГГ  | %ВК  |
| ------------------ | ------------------ | ------------------ | ------------------ | -- | -- | - | - | --- | -- | --- | ---- | ---- |
| 2008               | Швеція             | ЮЧС18              | 4-е                | 6  | 4  | 2 | 0 | 355 | 18 | 1   | 3.04 | .862 |
| 2009               | Швеція             | МЧС                | 2                  | 5  | 4  | 1 | 0 | 298 | 8  | 1   | 1.61 | .943 |
| 2010               | Швеція             | МЧС                | 3                  | 5  | 4  | 1 | 0 | 298 | 11 | 0   | 2.21 | .927 |
| 2010               | Швеція             | ЧС                 | 3                  | 3  | 3  | 0 | 0 | 180 | 4  | 1   | 1.33 | .944 |
| 2013               | Швеція             | ЧС                 | 1                  | 5  | 2  | 1 | 0 | 190 | 5  | 0   | 1.58 | .934 |
| 2016               | Швеція             | ЧС                 | 6-е                | 6  | 3  | 3 | 0 | 361 | 19 | 0   | 3.16 | .896 |
| 2016               | Швеція             | КС                 | 3                  | 1  | 1  | 0 | 0 | 60  | 1  | 0   | 1.00 | .964 |
| 2019               | Швеція             | ЧС                 | 5-е                | 2  | 1  | 1 | 0 | 120 | 8  | 0   | 4.00 | .843 |
| Молодіжна збірна   | Молодіжна збірна   | Молодіжна збірна   | Молодіжна збірна   | 16 | 12 | 4 | 0 | 951 | 37 | 2   | 2.33 | .920 |
| Національна збірна | Національна збірна | Національна збірна | Національна збірна | 17 | 10 | 5 | 0 | 911 | 37 | 1   | 2.43 | .919 |

Примітки: